# Levi, Finska
Levi je letovišče in eno največjih zimsko športnih in  rekreativnih središč na Finskem.
Levi je fjel v Finski Laponski in največje smučišče na Finskem. Letovišče je v vasi Sirkka v občini Kittilä in je dostopno z letališča Kittilä in železniške postaje Kolari. Od regijskega središča Rovaniemi je oddaljen 170 km. Na zemljepisni širini 67,8° severno je približno 170 km severno od arktičnega kroga.

## Zimski športi
Vrh Levi fjela je na nadmorski višini 531 metrov. V Leviju je 43 smučarskih prog (od tega 17 osvetljenih) in 27 vlečnic. Na fjel se povzpne z 2 gondolama, 1 sedežnico, 14 T-vlečnicami, 5 vlečnicami, 4 vlečnicami in 1 čarobno preprogo za otroke. Levi je ena od dveh lokacij gondolskih žičnic na Finskem in je bil štirikrat izbran za najboljše domače smučarsko središče na Finskem.
Od leta 2004 v Leviju organizirajo ženski in moški slalom za svetovni pokal v alpskem smučanju. 12. novembra 2006 je na progi Levi Black prvič potekal slalom svetovnega pokala za moške. 
Levi je zgodnja postaja svetovnega pokala, ki gosti slalome sredi novembra; tekme leta 2019 so bile na sporedu nekoliko pozneje (23.–24. novembra). S sneženjem podnebje zagotavlja zanesljivo tehnično prizorišče v zgodnji sezoni v Evropi pred pozno jesenskimi dogodki v Severni Ameriki.
Smuke v Leviju so večinoma primerne za začetnike ali srednje izkušene, obstajajo pa tudi tri črne proge za bolj zahtevne smučarje. Najvišji navpični vzpon je 325 m, najdaljši naklon pa je dolg 2,1 km. Najdaljša vlečnica je dolga približno 1636 metrov. Kabinska žičnica (Levi 2000) ima dolinsko postajo na 201 metrih, gorsko postajo na 503 metrih in pokriva razdaljo 1410 metrov. Leta 1999 ga je zgradil Doppelmayr. Levi ima en superpipe, en halfpipe, dve ulici, dva snežna parka, 10 brezplačnih otroških smučišč in sedem smučarskih restavracij.
Sezona smučanja in deskanja na snegu je v Leviju precej dolga, pogosto traja od oktobra do sredine maja. Smučarska šola nudi inštrukcije spusta, deskanja na snegu, telemark smučanja in teka na smučeh. Tekači na smučeh imajo osvetljene smučarske proge in sneg, ki se obdrži tudi v pomlad. V Leviju je 230 km prog za tek na smučeh, ki so pripravljene tako za klasično kot za drsalno tehniko, osvetljenih je 28 kilometrov. Na voljo je tudi 18 kilometrov prog za krpljanje. Na območju Levija je skupno 886 kilometrov prog za motorne sani.[2]
Zemljepisna širina letovišča, severno od arktičnega kroga, običajno zagotavlja izdatno snežno odejo in temperature pod lediščem (< 0 °C) vso zimo. Omogoča tudi odlične možnosti za opazovanje polarnega sija. Čeprav je zelo priljubljen pozimi, je Levi poleti zelo miren, a vseeno dobra izhodiščna lokacija za raziskovanje okolice.
8 km od središča Levija je Luvattumaa, Levi Ice Hotel & Ice Gallery; 45 km od Levija je Snežna vas Lainio, kjer si lahko ogleda snežne in ledene zgradbe, je v ledeni restavraciji (v Lainiu) ali prespi v ledeni sobi.
V okolici je golf igrišče, več sto kilometrov kolesarskih poti. 
Tina Maze je 16. novembra 2013 za osvojeno 3. mesto tu prvič in 63. v karieri stopila na stopničke za zmagovalce.
Turistični urad (Levin Matkailu Oy) že leta sodeluje pri različnih ekoloških projektih za zaščito okolja v Leviju. Februarja 2012 je Levin Matkailu Oy prejel nagrado »Kultainen Luuta« (Zlata metla).

## Galerija
- Hiške v Levi Centru
- Ničelna točka
- Safari z motornimi sanmi
- Severni jelen na Levi fjelu leta 2011
- Gondola januarja 2023
- Hullu Poro hotel
- Gorsko kolesarska proga septembra 2021